# Trtar
A Trtar egy hosszúkás mészkőhegy Horvátországban, Dalmácia területén, Šibenik városától 5 km-re északkeletre. A Dinári-hegység része. 

## Fekvése
A Trtar északnyugat-délkeleti irányban húzódik. Legmagasabb csúcsa Krtolin, 503 m tengerszint feletti magasságban. 

## Leírása
A hegy jól felismerhető a gerincén található Trtar-Krtolin szélerőműparkról, amely jól látható a hegy lábánál haladó A1-es autópályáról is. A szélturbinák átlagos tengerszint feletti magassága 400 és 500 m között mozog. Elhelyezésük minden olyan szélnek kedvező, amely az országban fúj.
A hegy nem szerepel a turisztikai térképeken, de több jelölt turistaút is található a Trtaron. Nevezetessége a délszláv háborúból ismert Oko sokolovo nevű megfigyelőpont.
A túrázók számára nagyon érdekes, bár nem a legmagasabb turisztikai célpont az Orlovača hegygerinc. Az Orlovača közelében van egy hegyi menedékház, a Zlatko Prgin. Az Orlovačáról láthatjuk a Velebit-hegységet, a bosznia-hercegovinai hegyeket, a Kornati-szigeteket és Svec szigetét. Itt található az Ante Frua oktatási és ökológiai ösvény, valamint egy kőfejtő. A szélerőmű megközelítéséhez épített út alkalmas a csúcs elérésére.